# Округ Пресидио (Тексас)
Округ Пресидио (енгл. Presidio County) је округ у америчкој савезној држави Тексас. По попису из 2010. године број становника је 7.818.

## Демографија
Према попису становништва из 2010. у округу је живело 7.818 становника, што је 514 (7,0%) становника више него 2000. године.
| Група             | 2000.         | 2010.         |
| Белци             | 1.079 (14,8%) | 1.136 (14,5%) |
| Афроамериканци    | 20 (0,3%)     | 47 (0,6%)     |
| Азијати           | 6 (0,1%)      | 76 (1,0%)     |
| Хиспаноамериканци | 6.162 (84,4%) | 6.521 (83,4%) |
| Укупно            | 7.304         | 7.818         |